# غيزا تولدي
غيزا تولدي (بالمجرية: Toldi Géza)‏ (11 فبراير 1909 – 16 أغسطس 1985) لاعب كرة قدم مجري راحل كان يجيد اللعب في خط الهجوم.
لعب طوال مسيرته الرياضية في أندية نادي فيرينكفاروسي|فيرينكفاروسي (1927-1939) غاما (1939-1941) سيغيد (1941-1942) فيرينكفاروسي (1942-1943) زوغلوي ماديس (1945-1946).
مثل منتخب المجر في 46 مباراة مسجلا 25 هدف (1929-1940). شارك مع منتخب المجر في بطولة كأس العالم 1934 في إيطاليا حيث خرج من الدور الربع النهائي وفي بطولة كأس العالم 1938 في فرنسا حيث احتل المركز الثاني.
تولى تدريب أندية نادي فآسا|فاسان بالوسيورا (1948-1949) زوغلوي ماديس (1949-1955) أيه جي إف (1955-1957) نادي الزمالك (1956-1957)  منتخب بلجيكا (1957-1958) كيه بيرخيم سبورت (1958-1960) أيه جي إف (1960-1964).

## وصلات خارجية
- غيزا تولدي على موقع الاتحاد الدولي (مؤرشف)  (الإنجليزية)
- غيزا تولدي على موقع قاعدة بيانات كرة القدم.إي يو (الإنجليزية)
- غيزا تولدي على موقع ناشيونال فوتبول تيمز (الإنجليزية)
- غيزا تولدي على موقع عالم كرة القدم.نت (الإنجليزية)
- هذا سيرة ذاتية